# Francesca Cavallin
Francesca Cavallin (Bassano del Grappa, 23 giugno 1976) è un'attrice, conduttrice televisiva ed ex modella italiana.

## Biografia
Nel 2000 si laurea in Lettere moderne con indirizzo Storia dell'arte contemporanea all'Università degli Studi di Padova e frequenta l'accademia teatrale. Nel 1992 inizia a lavorare come modella, poi lavora in campo pubblicitario. Nel 2003 è autrice e conduttrice della rubrica La piccola Enciclopedia dell'Arte contenuta nel programma Style sul Canale Leonardo di Sky Italia. Nel frattempo si classifica seconda al concorso indetto, all'interno del programma televisivo Velone, per scegliere la nuova annunciatrice di Canale 5, che sostituirà Fiorella Pierobon.
Tra il 2003 e il 2004 frequenta un corso di recitazione presso il Centro Teatro Attivo (CTA) di Milano, con Nicoletta Ramorino ed Emiliana Perina. 
Nel 2004 debutta come attrice, diventando subito nota al grande pubblico grazie al ruolo di Irene Monteleone interpretato fino al 2006 nella soap opera di Canale 5, Vivere. Nel 2006 debutta sul grande schermo con il film Vita Smeralda di Jerry Calà. L'anno successivo è, nel ruolo di Emanuela Setti Carraro, al fianco di Giancarlo Giannini nella miniserie TV Il generale Dalla Chiesa di Giorgio Capitani. Conduce, inoltre una rubrica dedicata all'arte del Novecento su LA7, all'interno di Omnibus estate.
Nel 2008 è nel cast della miniserie TV Coco Chanel, per la regia di Christian Duguay; Il bene e il male, regia di Giorgio Serafini; Puccini, regia di Giorgio Capitani; L'uomo che cavalcava nel buio, regia di Salvatore Basile; la serie TV Un medico in famiglia, in cui è tra i protagonisti con il ruolo di Bianca Pittaluga nelle stagioni 6 (in onda nel 2009 su Rai Uno), 7 (in onda nel 2011) e 8 (in onda da marzo 2013). 
Nel 2013 è la protagonista di Tutta la musica del cuore, serie televisiva in sei puntate trasmessa su Rai 1 a partire dal mese di febbraio. Sempre nel 2013 è al fianco di Luca Zingaretti nella miniserie televisiva Adriano Olivetti - La forza di un sogno, interpretando Paola Levi, donna "controcorrente" e prima moglie di Adriano Olivetti, interpretato dallo stesso Zingaretti. Nell'autunno del 2015 ritorna nella sua città natale, a Bassano del Grappa, prendendo parte nella miniserie Di padre in figlia, del regista Riccardo Milani, con il ruolo di Pina. Nel 2016 riveste di nuovo i panni di Bianca Pittaluga nella decima serie di Un medico in famiglia (solo l'ultimo episodio) e prende parte alla serie TV Rocco Schiavone. 
Nel 2019 è nel cast della serie TV La Compagnia del Cigno e della miniserie TV Mentre ero via, nonché co-protagonista dell’horror di Roberto De Feo The Nest (Il nido). Nel 2021 conduce in diretta TV su Rai 1: Senato & Cultura, dedicato a Dante Alighieri. Nel 2023 interpreta Petra Novak nella seconda stagione di Luce dei tuoi occhi, mentre a gennaio 2024 è nella serie TV I fantastici 5, accanto a Raoul Bova.

## Vita privata
È stata sposata con Stefano Remigi (1969), figlio di Memo Remigi, con il quale ha avuto due figli, Leonardo (2006), e Jacopo (2015). Si sono separati nel 2017.

## Filmografia

### Cinema
- Vita Smeralda, regia di Jerry Calà (2006)
- I babysitter, regia di Giovanni Bognetti (2016)
- Moglie e marito, regia di Simone Godano (2017)
- The Nest (Il nido), regia di Roberto De Feo (2019)
- A Classic Horror Story, regia di Roberto De Feo (2021)
- Era ora, regia di Alessandro Aronadio (2022)

### Televisione
- Vivere – soap opera (2004-2006)
- L'avvocato, regia di Massimo Donati e Alessandro Maccagni (TSI, 2004)
- Affari di famiglia – serie TV (2005)
- Il generale Dalla Chiesa, regia di Giorgio Capitani – miniserie TV (2007)
- Don Matteo 6 – serie TV (2008)
- Coco Chanel, regia di Christian Duguay – miniserie TV (2008)
- Il bene e il male – serie TV (2009)
- Puccini, regia di Giorgio Capitani – miniserie TV (2009)
- L'uomo che cavalcava nel buio, regia di Salvatore Basile – miniserie TV (2009)
- Un medico in famiglia – serie TV (2009-2013, 2016)
- Sant'Agostino, regia di Christian Duguay – miniserie TV (2010)
- Rossella – serie TV (2011)
- Anita Garibaldi, regia di Claudio Bonivento – miniserie TV (2012)
- Tutta la musica del cuore, regia di Ambrogio Lo Giudice – miniserie TV (2013)
- Adriano Olivetti - La forza di un sogno, regia di Michele Soavi – miniserie TV (2013)
- Un'altra vita – serie TV (2014)
- Rocco Schiavone – serie TV, 3 episodi (2016)
- Di padre in figlia, regia di Riccardo Milani – miniserie TV (2017)
- Non uccidere – serie TV, episodi 2x23-2x24 (2018)
- La Compagnia del Cigno – serie TV (2019, 2021)
- Mentre ero via, regia di Michele Soavi – miniserie TV (2019)
- Un professore – serie TV (2021)
- Vostro onore, regia di Alessandro Casale – miniserie TV, 8 episodi (2022)
- Luce dei tuoi occhi 2 – serie TV, 6 episodi (2023)
- I fantastici 5 – serie TV, 8 episodi (2024)
- Con un battito di ciglia - docufilm (Rai 3, 2024)

## Programmi televisivi
- Style (Leonardo, 2003)[1]
- Omnibus Estate (LA7, 2007)[2]
- Meraviglie - La penisola dei tesori [3] (Rai 1, 2020)
- Senato & Cultura - Omaggio a Dante (Rai 1, 2021)